# クギベラ属
クギベラ属(Gomphosus)はスズキ目ベラ科の属。インド洋ー中央太平洋に広く分布する。

## 種
以下の3種が含まれる。日本に生息するのはクギベラのみ。ニシキベラ属に近縁と考えられている。分類はKuiter(2015)に従う。
- インディアンバードラス Gomphosus coeruleus
- レッドシーバードラス Gomphosus klunzingeri
- クギベラ Bird-nose wrasse Gomphosus varius